# Motorola 88000
Il Motorola 88000 (detto anche m88k) è un microprocessore progettato e prodotto da Motorola. Questo era il tentativo della società di produrre un microprocessore ad architettura RISC (spesso definita architettura load-store),

## Storia
Il progetto era nato verso gli inizi degli anni ottanta. Originariamente chiamato 78000 in onore della sua famosa famiglia di processori 68000 il progetto affrontò molti problemi e ritardi e quando venne presentato dell'aprile del 1988 aveva anche cambiato nome. Per Motorola il suo processore arrivava con due anni di ritardo rispetto ai processori SPARC e MIPS, e l'88000 non riuscì mai a recuperare lo svantaggio.
Motorola produsse anche una serie di schede madri per permettere una realizzazione rapida di sistemi basati sull'88000. Queste schede erano conosciute come la serie MVME e in seguito come la serie 900 progettata per essere integrata nei Rack di uso industriale. Questa serie era dotata di un connettore per collegare il bus delle varie unita. Verso la fine degli anni ottanta molte aziende stavano aspettando di vedere gli sviluppi della serie 88000. Aziende come Apple Computer o NeXT pensavano di poter utilizzare i processori della serie 88000 come evoluzione dei 68000. Ma alla fine le aziende abbandonarono il progetto. L'unico utilizzo della serie 88000 in un progetto di una certa importanza è la serie Data General AViiON sebbene fu abbandonata nel 1995 quando la DG decise di utilizzare i processori Intel. L'altra macchina conosciuta che utilizzava l'88000 era il quadriprocessore giapponese OMRON luna88k. Che venne utilizzato per un breve periodo dall'università Carnegie Mellon per sviluppare il progetto del kernel Mach. Vi sono altri progetti, ma nessuno di questi si è mai diffuso.
Motorola cercò di rendere il progetto più popolare col gruppo di lavoro 88open similmente a quanto aveva fatto Sun Microsystems con il progetto dello SPARC. Ma fu un'iniziativa che non ebbe successo. All'inizio del 1990 Motorola si unì all'alleanza AIM nata per creare una nuova architettura RISC basata sulla architettura IBM POWER. Alcune caratteristiche della famiglia 88000 sono state incluse nei processori PowerPC in modo da fornire ai clienti una possibilità di aggiornamento quasi indolore. A quel punto appena è stato possibile Motorola ha dismesso la famiglia 88000.

## Descrizione
Come il precedente 68000, l'88000 era considerato un progetto molto "pulito". Era totalmente a 32 bit e utilizzava un'architettura Harvard pura, senza compromessi. Vi era una completa separazione tra dati e indirizzi sia nel bus che nelle cache. Era dotato di un piccolo ma potente set di istruzioni e come tutti i Motorola non utilizzava la memoria segmentata.
La prima implementazione della famiglia 88000 è stata la CPU 88100, che integrava una FPU. Seguendo la stessa strada venne rilasciato il 88200 che includeva una MMU e un gestore della cache. Realizzare un sistema che utilizzasse la prima generazione della famiglia 88000 era molto costoso in quanto la scheda madre ospitante la CPU doveva essere dotata di molti chip: questa fu una delle motivazioni dello scarso successo della serie 88000.
Il processore 88110 combinava due chip in uno solo, una versione modificata sviluppata dal progetto T del MIT portò alla realizzazione del 88110MP che includeva anche l'elettronica di controllo per implementare un sistema multiprocessore.